# 21554 Leechaohsi
21554 Leechaohsi (1998 QR69) là một tiểu hành tinh vành đai chính được phát hiện ngày 24 tháng 8 năm 1998 bởi Nhóm nghiên cứu tiểu hành tinh gần Trái Đất phòng thí nghiệm Lincoln ở Socorro.